# Бобовоцветни
Бобовоцветни (Fabales) са разред покритосеменни растения, включени в подклон розиди на клон еудикоти съгласно класификационна система II на Групата по филогения на покритосеменните. Съгласно тази класификация раздредът включва семейства Бобови (Fabaceae) (включително подсемействата Caesalpinioideae, Mimosoideae и Faboideae), Quillajaceae, Телчаркови (Polygalaceae) (включително семействата Diclidantheraceae, Moutabeaceae и Xanthophyllaceae) и Surianaceae. Съгласно класификацията на Кронкуист и някои други системи за класификация на растенията, разред Бобовоцветни включва само семейство Бобови.
Семейство Бобови е третото по големина семейство растения в света и съдържа повечето видове в разред Бобовоцветни, като останалите семейства съставляват сравнително малка част от разнообразието на разреда. Изследванията в разреда се фокусират до голяма степен върху семейство Бобови не само заради голямото биологично разнообразие, но ѝ заради значението им като хранителни растения. Семейство Телчаркови също е доста добре проучено спрямо други семействата растения, отчасти поради голямото разнообразие на рода Телчарка и отчасти заради значението на други членове на семейството като храна за различни видове Пеперуди (Lepidoptera). Докато таксономистите, използващи молекулярни филогенетични техники, намират силна подкрепа за, остават въпроси относно морфологичните връзки на Quillajaceae и Surianaceae с останалата част от реда, отчасти поради ограничените изследвания върху тези семейства.

## Разпространение
Бобовоцветните са космополитен разред растения, с изключение на подсемейство Papilionoideae (Faboideae) от семейство Бобови, които се срещат само в северната част на Северната умерена зона.

## Класификация
Разредът включва четири семейства:
- Семейство Бобови (на латински: Fabaceae)
- Семейство Quillajaceae
- Семейство Телчаркови (на латински: Polygalaceae)
- Семейство Surianaceae

## Галерия
- Грудков грах (L. tuberosus) от семейство Бобови
- Сапунена кора (Q. saponaria) от семейство Quillajaceae
- Вид телчарка (P. myrtifolia) от семейство Телчаркови
- Вид телчарка (P. elongata ) от семейство Телчаркови
- Приморски кедър (S. maritima) от семейство Surianaceae